# Zumba
Zumba is een fitnessprogramma dat is gebaseerd op Latijns-Amerikaanse dans, zoals de salsa, merengue, axé, samba en cumbia. Het is opgezet door Alberto 'Beto' Pérez, een Colombiaanse danser en choreograaf uit Miami. Bij zumba worden fitnessoefeningen op muziek gedaan, dit is te vergelijken met aerobics.
De naam Zumba komt uit het Colombiaans-Spaans, waar het zoveel betekent als snel bewegen en lol hebben. Wereldwijd zijn er Zumba-instructeurs en worden de Zumba-dvd's via internet verkocht.
Zumba is een geregistreerde merknaam; instructeurs moeten een diploma halen en licentie aanschaffen om lessen met de naam Zumba te mogen geven.